# سیارک ۱۳۲۳۱
سیارک ۱۳۲۳۱ (به انگلیسی: 13231 Blondelet، نامگذاری:1998BL14) سیزده هزار و دویست و سی و یکمین سیارک کشف شده‌است که در ۱۷ ژانویه ۱۹۹۸ کشف شد.
قدر مطلق سیارک برابر ۲۴.۵ است.